# Kovászna–Kommandó erdei vasút
Koordináták: é. sz. 45° 50′ 10″, k. h. 26° 13′ 42″45.836028°N 26.228333°E
A Kovászna–Kommandó erdei vasút iparvasút volt Kovászna és Kommandó között Erdélyben. Kommandónál a Háromszéki-havasokban kiterjedt erdei faszállító hálózat kapcsolódott hozzá.

## Részei
A vonal három részből állt:
- Kovászna–siklóvasút (5,8 km)
- Siklóvasút (327 méteres szintkülönbség, 257 ‰-es emelkedő)
- siklóvasút–Kommandó

## Története
A Kovászna-Térréti HÉV-et 1892-ben helyezték üzembe 760 mm-es nyomközzel. A kisvasút kovásznai végén normál és keskeny nyomtávú vágányokkal átszőtt átrakót hoztak létre. Körbejárási lehetőséget csak az 5,8 kilométer hosszú vonal felső végén építettek. A vonalvezetést úgy alakították ki, hogy Kovászna községet (később várost) a vasút elkerülje, de Vajnafalvánál már igen hangulatosan közvetlenül a házak mellett halad, végül beér az elkeskenyedő, csoda szép Tündérvölgybe (Valea Zânelor). Az itt található háromvágányos állomás szolgált a körbejárásra, valamint vonatátadásra. Itt csatlakozott a HÉV – a ma már a világon egyedülálló ipari műemléken, a gravitációs siklóvasúton keresztül – a Kommandó környéki kiterjedt erdei vasúti hálózathoz. A hálózat legnagyobb kiterjedése 200 km körüli volt. Története során sokat változott, hol hosszabbították, hol megszüntettek vonalrészeket. 
A vasút folyamatos hanyatlása, a motorizáció előretörése és pályaelmosások miatt a Nehoiuba vezető Kis-Bászka és Nagy-Bászka-völgyi vonalak felszedésével kezdődött (1969–1974). 1991-re felszámolták a Kommandóról délre, Gyula felé kiinduló hálózatrészt. A politikai rendszerváltás után az erdők nagyrészt magánkézbe kerültek, és az új tulajdonosok zöme teherautóval szállíttatta a fát. Jelentős erdőterületekről (pl. a Kis-Bászka völgyéből) nem is Kommandóra, hanem a Kárpátok túloldalára szállítanak. 1995-ben a széldöntés (szélvihar) hatalmas erdőrészeket pusztított el. Az erdő regenerálódásáig kitermelési korlátozást vezettek be, az addigi évi 180 000 m³ helyett csak 50 000 m³ lett a kitermelhető, amiből mindössze 10 000 m³ jutott a kommandói fűrészüzemnek. 1996-ban erdőtűz ütött ki a Tündérvölgyben. A tűz martaléka lett a siklóvasút is. Sorsdöntő összefogásban azonban a vasút valamikori és aktív dolgozói, támogatói újjáépítették a siklót. A fűrésztelepet 1999 októberében bezárták, a dolgozókat elbocsátották. Szintén ekkor volt a vasút utolsó üzemnapja.
2020-ban Kovászna város megvásárolta a kisvasutat és a siklót.

## Képek

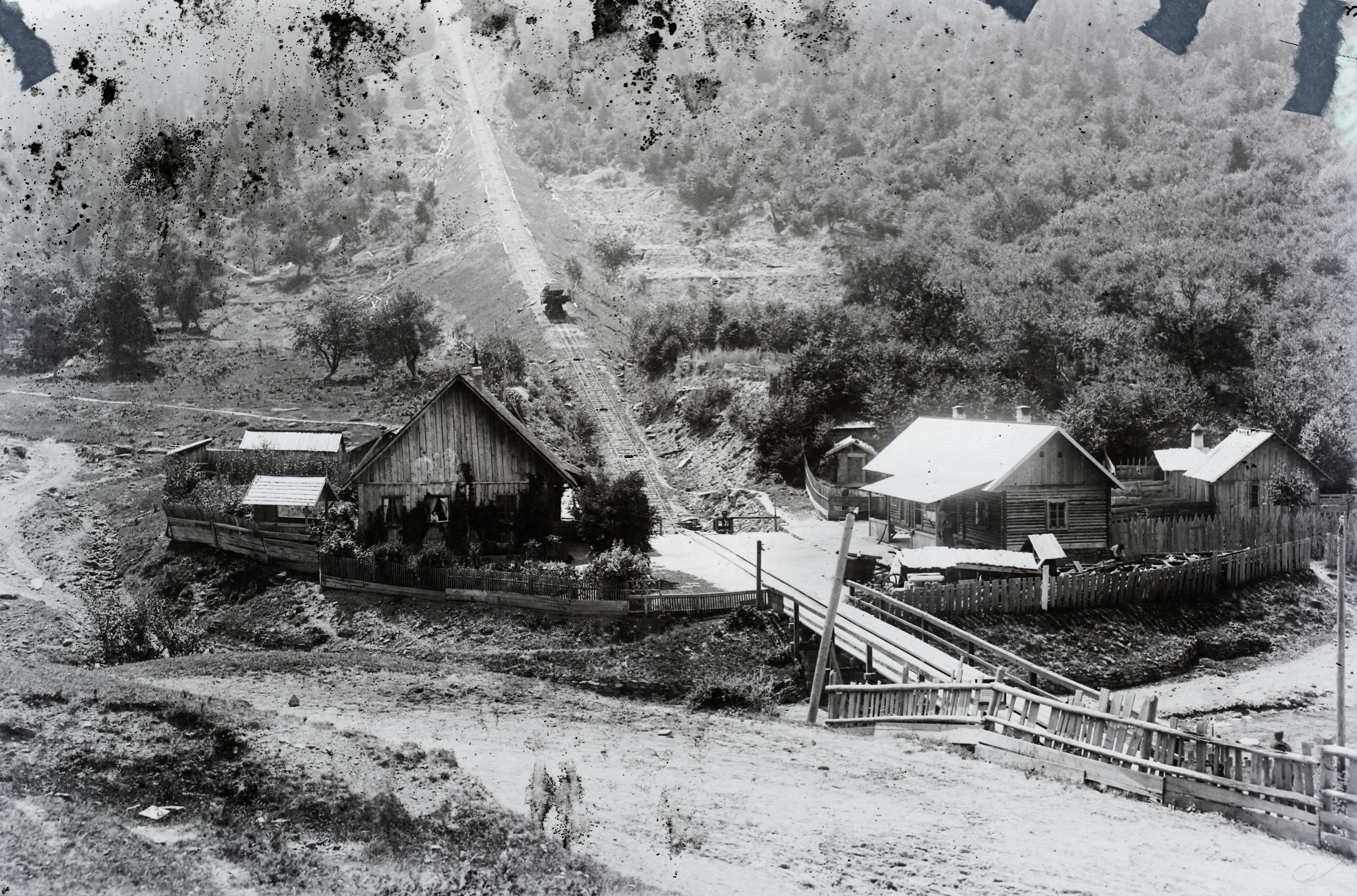
A siklóvasút 1914-ben
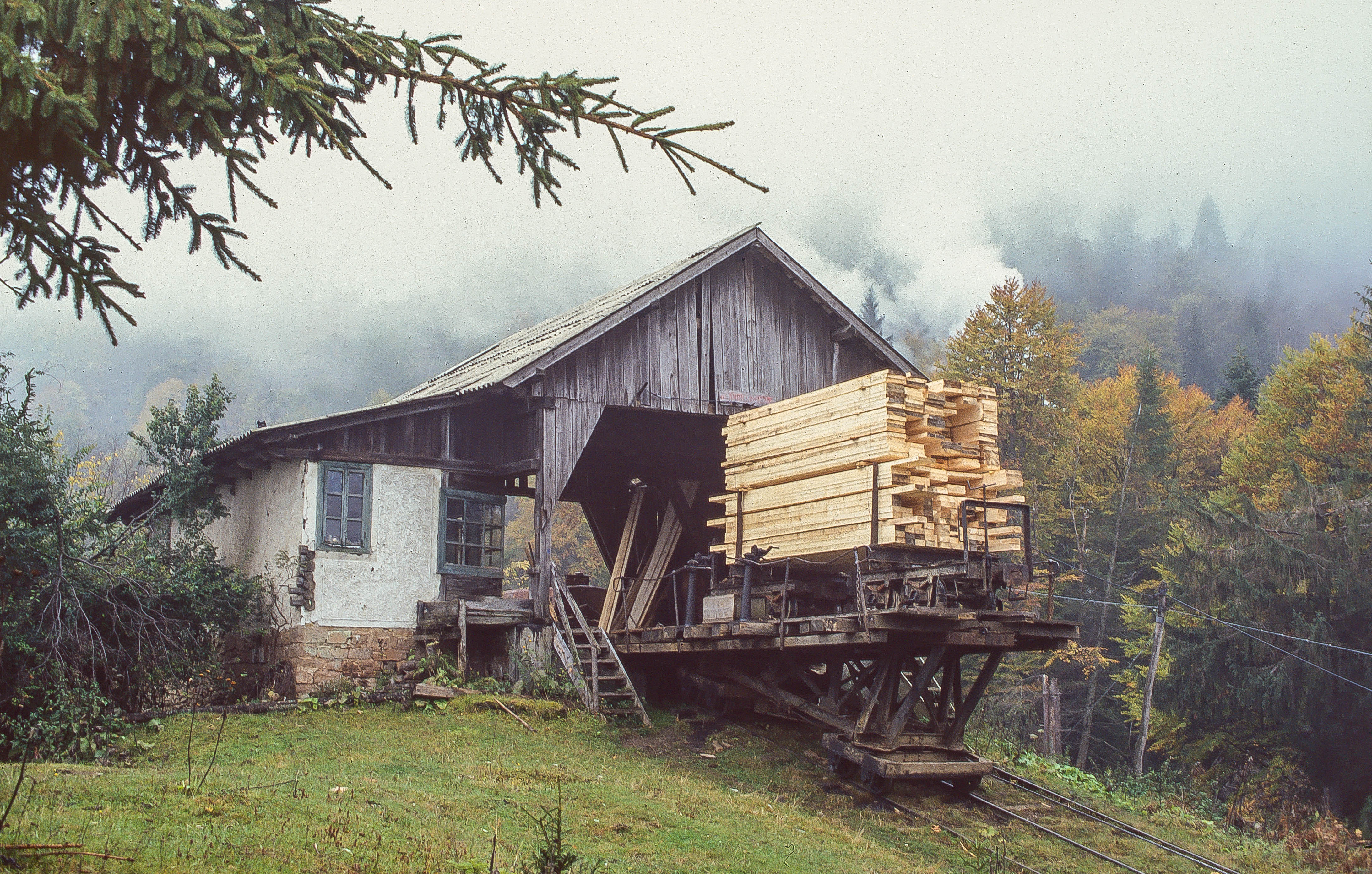
A sikló felső állomása 1996-ban
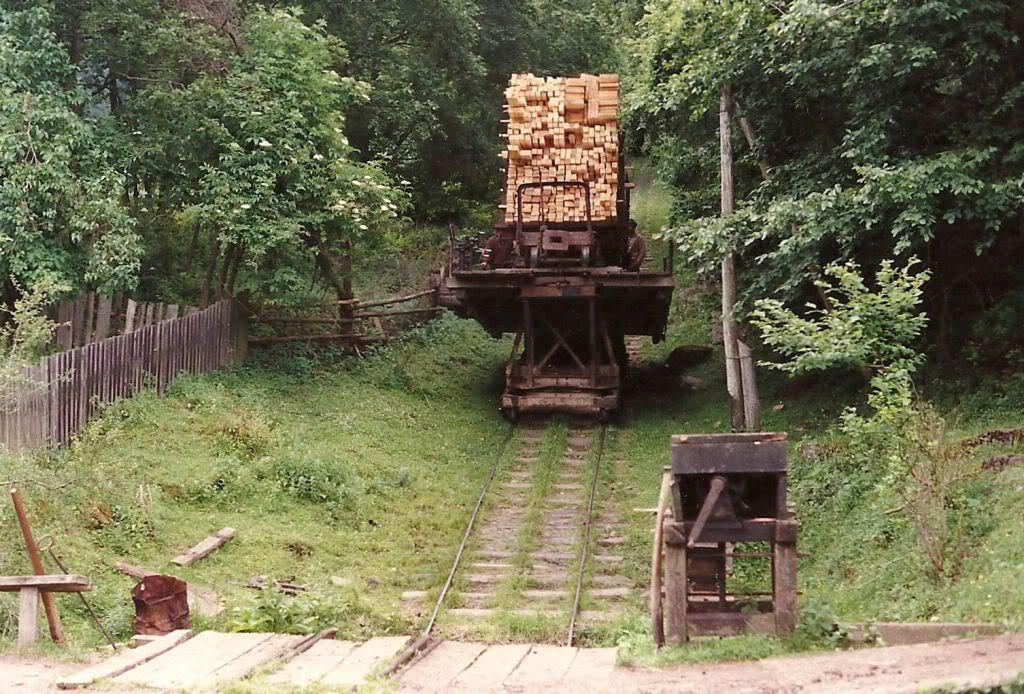
A siklóvasút alsó állomása 1994-ben
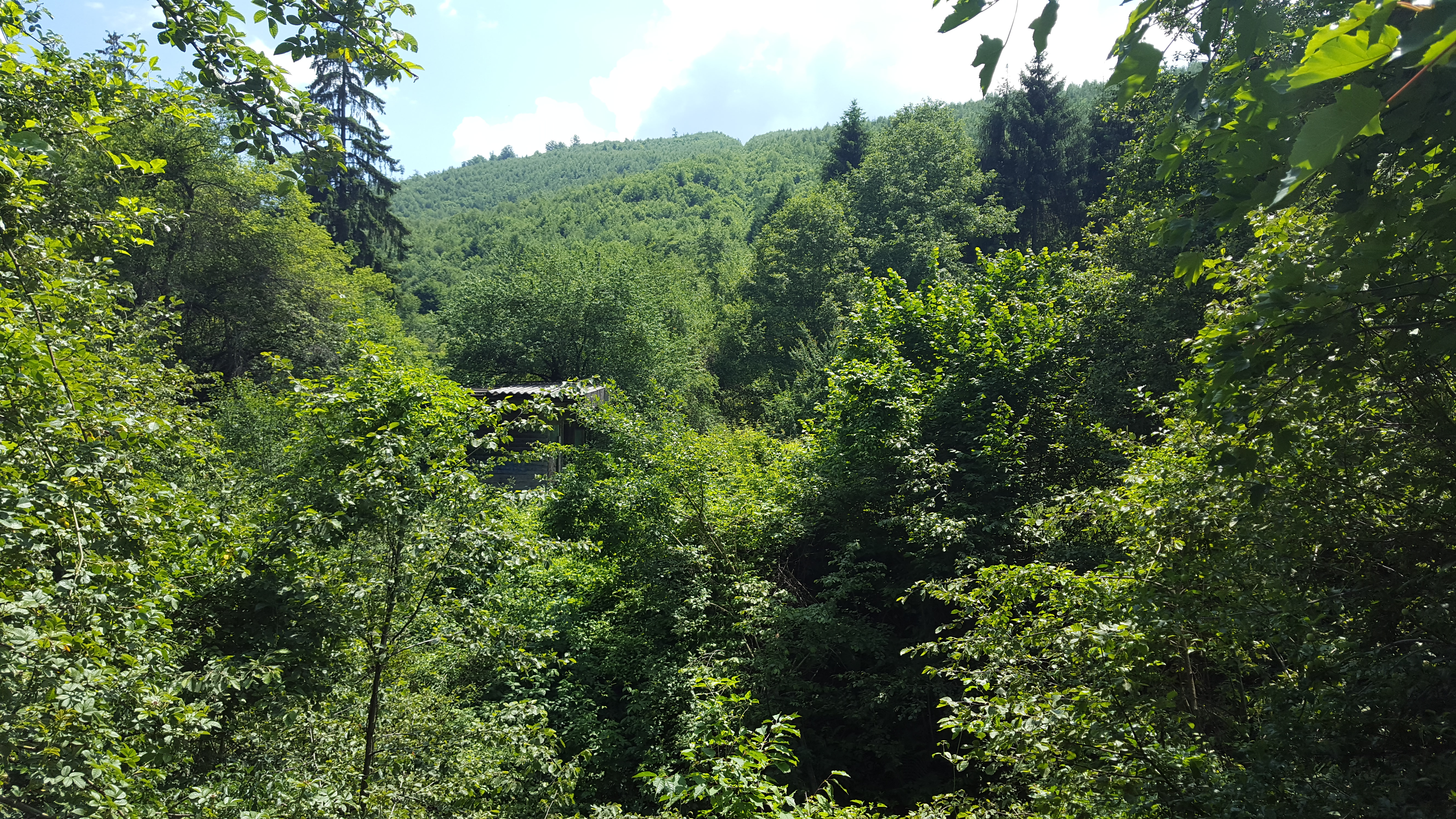
A siklóvasút 2018-ban
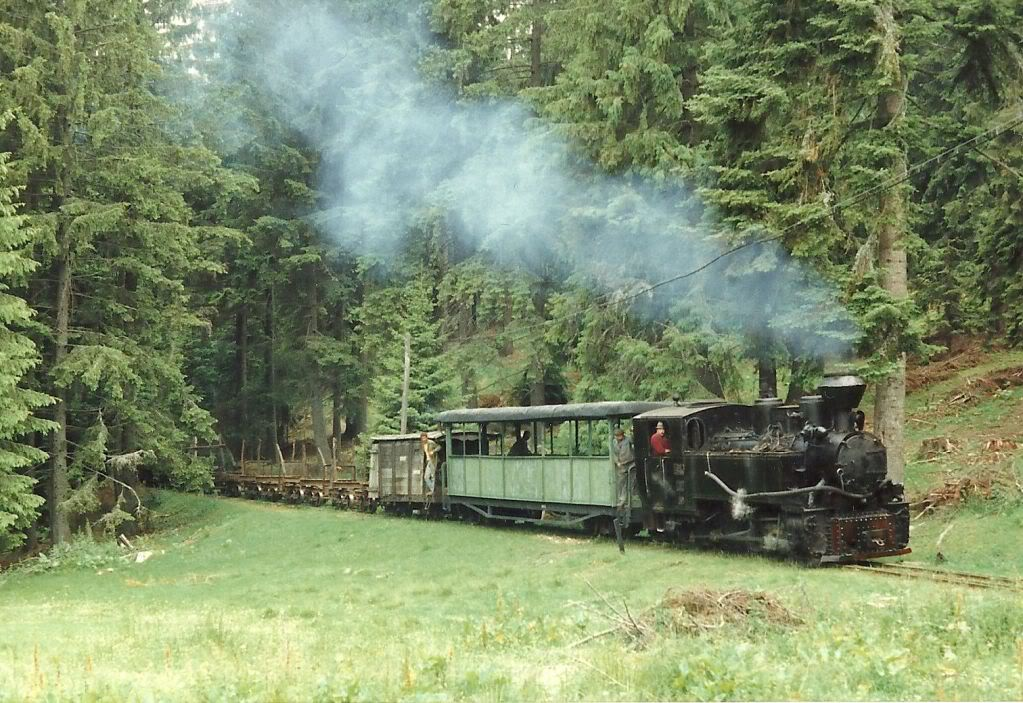
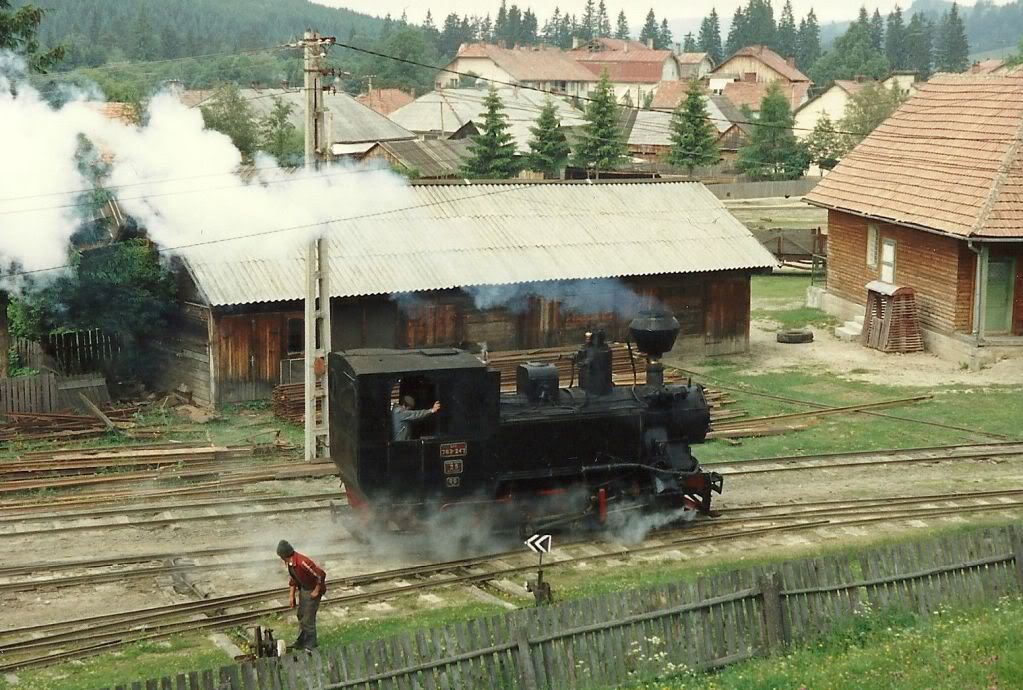
Kommandó 1994-ben